# Apocheiridium serenense
Espèce
Apocheiridium serenense est une espèce de pseudoscorpions de la famille des Cheiridiidae.

## Distribution
Cette espèce est endémique de la région de Coquimbo au Chili. Elle se rencontre vers La Serena.

## Description
Le mâle holotype mesure 1,31 mm et la femelle paratype 1,46 mm

## Étymologie
Son nom d'espèce, composé de seren[a] et du suffixe latin -ense, « qui vit dans, qui habite », lui a été donné en référence au lieu de sa découverte, La Serena.

## Publication originale
- Vitali-di Castri, 1969 : Tercera nota sobre los Cheiridiidae de Chile (Pseudoscorpionida) con descripcion de Apocheiridium (Chiliocheiridium) serenense n. subgen., n. sp. Boletín de la Sociedad de Biología de Concepción, vol. 41, p. 265-280 (texte intégral).